# Taipingoprøret
Taipingoprøret (1851-1864) er en af Kinas mange blodige konflikter i anden halvdel af det 19. århundrede.
Opstanden har sit navn efter Taiping Tianguo (Den fuldkomne freds himmelske kongerige), grundlagt af oprørerne.
Konflikten var en konfrontation mellem det kejserlige Kina under Qing-dynastiet og en sekt omkring Hong Xiuquan, en mystiker som var gået over til kristendommen efter nogle måneders undervisning fra en amerikansk protestantisk missionær. Han blev aldrig døbt, men prædikede en lære han havde udviklet af socialutopiske tanker, egne mystiske åbenbaringer og elementer han havde fået med fra undervisningen i Det gamle testamente.
Hong Xiuquan vandt sine tilhængere i en urolig periode i kinesisk historie. Landet havde været gennem en række naturkatastrofer, og det havde lidt bitre nederlag, både militært og økonomisk under sammenstød med vestmagterne. Første opiumskrig (1839-1842) endte med, at kineserne blev forpligtet til frihandel (inklusive opium) på de europæiske magters vilkår, til at afstå Hongkong til Storbritannien, måtte åbne handelshavnene Kanton, Xiamen, Fuzhou, Shanghai og Ningbo for alle udlændinge, og de måtte betale genopbygningen efter krigen.
Det herskende Qing-dynasti gjorde kun lidt for at imødegå disse problemer, og særlig i Sydkina udvikledes der en negativ stemning mod styret, og det var her Hong vandt de fleste tilhængere. Sekten udviklede sig i 1840'erne militant, oprindelig rettet mod bandituvæsenet. Men myndighederne begyndte at forfølge sekten, og det var gnisten som udløste oprøret.
Først begyndte tilhængerne med guerillakrig, men efterhånden udviklede det sig til regulær krig. Oprøret tog til i provinsen Guangxi; de kejserlige styrker gik til angreb, men blev slået tilbage. I august 1851 proklamerede Hong oprettelsen af Den fuldkomne freds himmelske kongerige og sig selv som dets himmelske konge. Oprøret bredte sig nordover med stor hastighed.
Hongs dygtigste mand var "Østens konge", en tidligere trækulsbrænder ved navn Yang. Han brød op med 10.000 mand og marcherede mod nord. På vejen øgedes hans hær til 200.000 mand, og med dem erobrede han i 1852 Wuchang.
Nanjing blev erobret i marts 1853; 30.000 kejserlige soldater faldt, og tusinder af civilister mistede livet. Byen blev bevægelsens hovedstad og fik det nye navn Tiānjīng (den himmelske hovedstad).
Oprørshæren var nøglen til, at taipingerne havde så stor fremgang. Den havde høj disciplin og var præget af en fanatisk kampvilje. Kampene var altid særdeles blodige og ekstremt brutale med kun lidt artilleri, men med store styrker bevæbnet med håndvåben. I 1856 var taipingernes hær på omkring én million mand. Hovedstrategien var at erobre de vigtigste byer, konsolidere sig der og så marchere ud i landområderne og møde de kejserlige styrker der. Under det tredje slag om Nanjing (1864) blev over 100.000 dræbt i løbet af tre dage.
På sit højdepunkt omfattede Den fuldkomne freds himmelske kongerige meget af det sydlige og centrale Kina, med Nanjing. I nord nåede det op til Tianjing. Men det kontrollerede ingen større havn og kunne derfor ikke håbe på militær hjælp fra udlandet. Erobringen af Nanjing markerer oprørets højdepunkt. Under marchen mod Beijing stødte de på stærke kejserlige styrker og blev tvunget på retræte.
Det gik tilbage fra 1853, da Hong trak sig tilbage fra aktivt lederskab. Han mistede efterhånden sin sunde dømmekraft og hengav sig stadig til meditation og – hævdes det – til mere sanselige aktiviteter. At det ikke lykkedes bevægelsen at få middelklassen med, eller få de europæiske magter til at yde støtte, bidrog også til at den mistede fremdrift.
Efter at marchen mod Beijing slog fejl, foregik det meste af den senere ekspansion mod vest. De fleste af kampene var om kontrollen over Yangtzedalen.
Et forsøg på at erobre Shanghai i august 1860 blev slået tilbage af styrker ledet af Frederick Townsend Ward. Senere blev denne styrke kendt under tilnavnet "den altid sejrrige hær" under dens nye leder "Chinese" Gordon. De kejserlige styrker blev reorganiseret under Zeng Guofans og Li Hongzhangs ledelse, og så begyndte generobringerne for alvor. Tidlig 1864 kontrollerede kejserdømmet de fleste af områderne. Hong erklærede at Gud ville forsvare Tianjing, men da kejserhæren nærmede sig i juni, tog han gift. Hans lig blev fundet i en rendesten.
Fire måneder før det endelige nederlag havde Hong Xiuquan overladt tronen til sin ældste søn, Hong Tianguifu. Men Hong Tianguifu gjorde intet for at styrke kongedømmet, så det faldt hurtigt fra hinanden da Nanjing faldt efter blodige kampe fra gade til gade.
De fleste af Taiping-fyrsterne blev henrettet af Qing-myndighederne i Jingling ved Nanjing.
I samme tidsperiode var der også en række andre oprør: Nianoprøret (1853-1868), og en række muslimske oprør sydvest (1855-1873) og nordvest i Kina (1862-1877).